# Ninh Hóa
Ninh Hóa (tiếng Trung: 宁化县, Hán Việt: Ninh Hóa huyện) Là một huyện của thành phố Tam Minh (三明市), tỉnh Phúc Kiến, Cộng hòa Nhân dân Trung Hoa. Huyện này có diện tích 2381 km2, dân số 340.000 người, mã số bưu chính 365400. Huyện lỵ Ninh Hóa đóng tại trấn Thúy Hồng. Huyện Ninh Hóa được chia thành 4 trấn, 11 hương và 1 hương dân tộc.